# 喜来中須入江川
喜来中須入江川（きらいなかすいりえがわ）は、徳島県板野郡松茂町を流れる吉野川水系の一級河川である。

## 地理
松茂町中喜来中須の水源から中喜来地区を東流し旧吉野川へ合流する。中流には国道11号（吉野川バイパス）が通り、中喜来橋が架かる。

## 橋梁
- 中喜来橋 - 国道11号

## 流域の主な施設
- 松茂町立喜来小学校
- 松茂西団地